# Parné-sur-Roc
Parné-sur-Roc – miejscowość i gmina we Francji, w regionie Kraj Loary, w departamencie Mayenne.
Według danych na rok 1990 gminę zamieszkiwało 821 osób, a gęstość zaludnienia wynosiła 35 osób/km² (wśród 1504 gmin Kraju Loary Parné-sur-Roc plasuje się na 661. miejscu pod względem liczby ludności, natomiast pod względem powierzchni na miejscu 438.).